# NGC 3365
NGC 3365 is een spiraalvormig sterrenstelsel in het sterrenbeeld Sextant. Het hemelobject werd op 13 april 1828 ontdekt door de Britse astronoom John Herschel.

## Synoniemen
- UGC 5878
- MCG 0-28-6
- ZWG 10.8
- FGC 1131
- PGC 32153